# 左拉传
《左拉传》（英語：The Life of Emile Zola）是一部1937年的美国传记片，讲述法国作家埃米尔·左拉的一生。它描绘了左拉与著名画家保罗·塞尚的友谊、他通过大量写作获得成功的经历，重点描绘了他参在德雷福斯事件中扮演的角色。该片在洛杉矶的卡塞剧院举行首映，在票房、口碑上均获得成功，同时代的评论家认为它是那个时代最好的传记片。该片曾获得奥斯卡最佳影片（它是第二部获最佳影片奖的传记片）、最佳男配角和最佳编剧。

## 剧情
埃米尔·左拉出身于巴黎一个工程师家庭，1862年进入阿塞特书店当包书工，不久，左拉发表了第一本长篇小说《克洛德的忏悔》，此时检察官警告他，不许再写此类有害公众道德的作品，于是书店老板强迫左拉停止写作、而左拉宁愿被解雇也不肯俯首听命。
此后，左拉深入社会底层，对贫苦大众的非人生活作了不少报道。一次，左拉帮助妓女娜娜逃脱警察的虐待，从而得知娜娜的悲惨身世。两年后，左拉出版了小说《娜娜》，引起轰动，因此发了大财。左拉亲自送书和一笔巨款给娜娜，表示并未遗忘她的苦难。
十多年后，普法战争爆发，法军屡战屡败，法国情报单位截获一份密报，得知有人向普军报告法国炮兵的力量，参谋部认为叛徒是步兵军官厄斯特拉齐，陆军部断然否认，认为叛徒是炮兵。德雷福斯隶属参谋本部，但他是犹太人，薪俸外又有额外收入，因此被判叛国罪，终身流放。后虽发现真正的叛徒是陆军军官厄斯特拉齐，但参谋长为了面子，不准平反德雷福斯案，下令将厄斯特拉齐无罪释放。
1898年冬天，法兰西学院接纳左拉为院士，德雷福斯的哥哥马都登门求左拉为其弟平反冤案。左拉一开始因顾虑控告参谋本部的严重后果，没有答应，马都留下证明文件后黯然离去。左拉陷入名利与良知的挣扎，但在研读证据后，还是写信给总统弗列克斯福尔，并召集有关人等在《震旦报》编辑部宣读信的全文，揭露陆军参谋本部陷人于罪的阴谋，这封以“我控诉”为题刊登的信件轰动了整个巴黎。不久，法院即传讯左拉出庭受审，法官受军方指示下令不准复审德雷福斯原案，军方甚至假造一份秘密文件证明德雷福斯通敌。
审讯进行到第11天，左拉在被告席为德雷福斯和自己辩护，当天，法院判处左拉一年徒刑和3000法郎罚金。左拉逃至英国乡间隐居，不断地以犀利的文章控诉司法的不公，终于引起议会的激辩，部分军队发生兵变。要求重审德雷福斯案的声浪愈来愈高，新上任的陆军部长卡发奈将军下令调查案情，厄斯特拉齐畏罪潜逃，德雷福斯案终获平反，左拉也得以回国。
1902年9月29日，德雷福斯复职并被提升为司令官，军方为他举行授勋典礼，同日，左拉因煤气中毒不幸逝世。